# Ctenotus helenae
Ctenotus helenae este o specie de șopârle din genul Ctenotus, familia Scincidae, descrisă de Storr 1969. A fost clasificată de IUCN ca specie cu risc scăzut. Conform Catalogue of Life specia Ctenotus helenae nu are subspecii cunoscute.